# 강백호 (슬램덩크)
사쿠라기 하나미치(桜木花道 さくらぎ はなみち)는 이노우에 다케히코의 만화 작품 및 그것을 원작으로 하는 애니메이션 「슬램 덩크」에 메인주인공 이다. TV 애니메이션의 성우는 일본에서는 쿠사오 타케시, 한국에서는 백순철(비디오판 초기), 강수진(비디오판 후기), 홍시호(SBS)다.

## 프로필
- 이름: 사쿠라기 하나미치
- 한국이름: 강백호
- 생일: 4월 1일
- 혈액형: B형
- 소속: 쇼호쿠 고등학교 1학년 7반
- 신장: 188cm→189.2cm
- 체중: 83kg
- 포지션： 파워 포워드(PF)[1]
- 등번호: 10
- 호칭
  - 자칭: 천재, 아이언 보디, King Kong 남동생, 바스켓 맨 사쿠라기, 차기 캡틴, 승리를 부르는 남자 사쿠라기, 골밑의 패자 사쿠라기, 골밑의 왕자 사쿠라기, 격투기의 천재, 재능과 기합이 동거하는 남자 사쿠라기, 이기기 위해서 수단을 선택하지 않는 남자 사쿠라기, 세 끼 밥보다 승리를 좋아해, 현내 톱 클래스남 사쿠라기, 차세대의 가나가와 №1 사쿠라기, 여기 제일의 남자 사쿠라기, 중심 사쿠라기, 천재 점퍼 사쿠라기, 벼랑에 강한 남자 사쿠라기, 추가시험의 귀신, 승리 지상 주의자 사쿠라기, 패배를 받아 들이지 않는 남자 사쿠라기, 리바운드왕, 집중의 무서운 사쿠라기, 평화 주의자 사쿠라기, 에이스, 에이스 사쿠라기, 골밑의 King Kong 남동생
  - 타칭: 레드 양키 사쿠라기, 빨강 스님, 단순왕, (가나가와의) 퇴장왕, 낙제점왕, 바보왕, 벵골원숭이, 바보, 입만 남자, 싸움에 진 개, 자칭 천재, 명물남
  - 자타모두: 리바운드왕 사쿠라기, 슈퍼리바운더 사쿠라기, 정수리 덩크남, 빨강머리, 재활훈련왕
- 말버릇： 난 천재니까, 천재 사쿠라기
- 신발: 나이키 에어 조던 6→나이키 에어 조던 1

## 인물
만화 슬램덩크의 메인 주인공. 중학생 시절 50명의 여성에게 사랑고백을 했으나 모두 딱지 맞고, 쇼호쿠고에 입학했을 때에 아카기 하루코에게 한 눈에 반해, 그녀가 권하자 일단 농구부에 들어갔다. 와코우 중학 출신의 불량배 출신으로, 싸움에서는 만화 안에서 최강이라고 할 정도로 그를 쓰러뜨릴 자가 없으며, '싸움의 프로'라고 불리는 데쓰오도 일방적으로 이겨버릴 정도. (농구부 주장 아카기와는 제대로 붙은 적이 한번도 없다.) 미토 요헤이, 타카미야 노조무, 오오쿠스 유지, 노마 쥬이치로우의 이 4명과는 중학생 시절부터 친구들로써 이들과 함께 통칭 「사쿠라기 군단」의 두목 역할을 해왔다. 원래는 긴 빨간 머리를 가지고 있었으나, 가이난전에서 자신의 패스 미스로 팀이 패배한 일때문에 머리를 깎아서 까까머리가 된다. 통학 도중의 전차내에서는 타교의 불량조차 그 용모에 무서워해 당분간은 농구부가 시작한 이래 학교안의 주목 대상이 되고 있었다.
뛰어난 신체 조건의 소유자로, 파워, 스피드, 스태미너는 모두 일품. 또한 점프력이 굉장해서 제자리에 도약하는 것이 약 1m 이상이 가능하고, 최고 도달점은 아카기도 능가해하고 도달하는 시간도 빠르기에, 우오즈미의 덩크를 아카기 위로부터 블록 하는 만큼 위력이 있다. 한번 뛰고 나서도 바로 또 같은 위치로 뛸 수 있는 순발력까지 같췄기에 적이고 팀이고 리바운딩 면에서는 혀를 내두르게 만드는 실력의 소유자다. 특징으로는 "분분분 디펜스" 라고도 알려진 수비가 있는데, 연속으로 계속 여기저기 점프를 해서 상대방이 어디로 슛을 쏠지 모르게 만들어 공을 결국 빼앗기게 하는 그러한 방어능력도 가지고 있다.
특히 작중으로 그려진 마지막 시합인 산노우전에서는 산노우 감독 도오모토가 사쿠라기의 활약을 막기 위해서 가와다 마사시를 맨투맨으로 맞는 것을 지시할 정도의 리바운더로서의 활약을 보였다. 가이난의 신이치는 사쿠라기를 제쳐 슛 하려고 한 곳으로 돌아 블록 된 일이 강렬하게 기억되어 있다.
반면에 그의 단점도 있는데, 너무 짧은 기간에 농구를 배우고 본능적으로 농구를 하다보니, 기본적으로 슛이나 드리블 등이 다른 멤버들에 비해서 상당히 부족하고, 또 속성으로 배운 농구기 때문에 [아마추어] 티가 나기도 하는 그러한 단점이 있다. 또한 파울도 많이 당해서 5경기 연속 퇴장을 당하기도 한다. 하지만 만화가 진행되는 동안 그의 점프슛도 증가하고 게임 경험도 늘어나서 퇴장도 줄이고, 파울도 줄어들면서 성숙한 플레이어가 된다.
플레이 스타일은 거칠어서 아마추어 같다. 또 경험이 풍부하지 못하기 때문에, 농구 용어나 세세한 룰에 관해서도 지식이 부족하다. 그러나, 집중력이 늘어났을 때의 플레이는 상궤를 벗어나고 있어, 「아마추어」라고 얕보다가 걸린 사람은 고생한다. 성장 스피드에도 눈에 지키는 것이 있어, 말하자면「미완의 대기」이다. 이 성장의 뒤에는 숨은 노력과 그 나름의 궁리가 있어, 노력가이기도 하다. IH(인터하이) 예선으로 4 시합 연속 퇴장을 기록한 다음은 현내 1의 높이를 자랑하는 쇼요상대에게 리바운더의 재능을 개화시켜, 계속되는 가이난전에서는 지금까지 자신이 눈에 띄는 플레이만을 요구해 온 사쿠라기가「누군가를 위해서 플레이를 한다」라고 하는 것을 기억하기 시작해서 가 「안은 볼을 아래로부터 떠올리듯이 던진다」라고 하는 특이한 자유투 폼을 짜낸다. 게다가 이 예선 기간중에 골밑슛의 특훈도 쌓아, 골밑의 슛을 마스터 해 공격에도 참가하게 된다. 그리고 전국 대회 직전에도 2만개의 미들 슛 연습을 완수시켜, 미들 슛도 습득했다. 그 보람도 있고, 산노우전에서는 안자이 감독에게「쇼호쿠의 무기」라고 말하게 했다. 산노우전의 마지막, 루가와로부터의 패스로 역전의 버저 비터를 결정했다. 또, 볼 핸들링은 입부 당초부터 상당한 솜씨였다. 스태미너는 충분할 만큼 있지만, 퇴장이나 상처 등 때문에 공식전에서 40분 풀 출장의 경험은 한 번도 없다. 산노우전에서 등을 부상해 버려, IH의 후는 요양 중. 원작 종료후의 칠판 만화에서는 재활훈련을 계속하면서 미국 진출의 야망을 보이고 있다. 산노우전에서는 가와다 미키오가 골밑에서 밖에 득점할 수 없는 것을 간파하고 디펜스를 실시하거나 사와기타의 행동을 읽어 대항책을 아카기에게 지시하는 등, 의외로 두뇌적인 면도 보인다. 게다가, 사쿠라기 자신이 계속 내보내는 플레이는 관객을 아군에게 붙이는 힘이 있어, 쇼호쿠 팬이 적었던 쇼요전이나 가이난전, 산노우전 등에 있어서도 회장을 쇼호쿠 분위기로 바꾸었다. 특히 산노우전에서는 방약 무인인 승리 선언으로 대야유하는 소리를 받고 있으면서, 위험을 돌아보지 않고 기자석에 돌진하면서 루즈 볼을 빼앗은 일로 거의 산노우 팬밖에 없었던 관객의 마음을 움직여 아군에게 붙였다. 또, 다케사토전에서는 시합 개시전에 그 모습이 안보였던 것으로 관객석에서는 「나는 저녀석을 보러 왔는데」라고 곤혹하고 있는 관객도 있어 계속되는 료난전에서는 시합 개시전의 선수 소개로 대환성을 받아 「명물남」이라고도 칭해진다. 또 IH예선의 료난전의 최초의 실점도 고교 농구에서는 아무도 할 수 없다고 말해지는, 바스켓 방해라고 하는 파울에 의하는 것이어서, 그의 신체 능력이 갑자기 깜짝 놀라게 했다. 상기의 5 시합 연속 퇴장(쇼요전도 종료 직전에 퇴장하고 있다), 결승 리그의 료난전에서는 자살골을 얻거나 료난의 카운터를 기세가 지나쳐서 고간으로 받게 되거나 IH의 산노우전에서는 사와기타의 블록을 안면에서 받게 되어 튀겨 돌아간 볼이 득점이 되거나, 진플레이도 눈에 띄었다. 스킬의 흡수도 빠르지만, 아마추어인 이유탓인지 성공은 잘 하지 못하고, 레이업 슛도 끝까지 자주 실패해, 리바운드나 미들 슛에 대해서도 연습 새벽에는 곧 요령을 잊어 버리고 있었다. 센도가 말하길 「승부하고 싶어질 생각을 일으키게 한다」라는 타입으로, 가이난전에서는 마키에게 스스로 마크를 하게 해서 마지막 19초에 마키가 사쿠라기를 멈추려고 회심의 파울을 받아, 역전의 찬스를 만들어 냈다. 다만, 그는 강한 상대가 아니면 실력 이상의 것이 나오지 않는 것 같아서, 같은 가이난전에서는 시합 출장 경험 없음의 미야모쓰에게 지쳤는데, 마스터 하기 전이었다고는 집골밑슛을 죄다 제외하고 있었다. 왕성한 식욕의 소유자로, 2만개 슛 합숙시에는 학생 식당에서 커틀릿 덮밥, 크로켓, 꽁치구이, 야키소바, 샐러드, 라면, 우유를 혼자서 주문해 다 먹은 뒤(애니메이션에서는 하루코가 손수 만든 샌드위치도 있었다), 커틀릿 덮밥을 더 먹고 있었다. 또, 애니메이션에서는 쇼요전으로부터 몇 일후, 라면 5그릇을 먹은 후의 장면이 있다.
상양+청솔과 경기서 윤대협이 앨리웁을 하는순간 갑자기 튀어나와 앨리웁을 저지하며 투핸드 슬램덩크를 작렬하며 팀승리를 이끌었다.

## 성격
자신감 및 자의식 과잉으로, 매우 건방진 태도가 눈에 띄고 있다. 이야기 당초의, 아카기가 슛을 10개 결정할 때까지에 아카기로부터 볼을 취해 슛을 1개 결정하면 승리라고 하는 룰에 의한 승부로, 아카기에게 이겼다. 그것이 계기로, 「천재」를 말버릇으로 하고 있다. 또, 「천재 사쿠라기」를 시작해 여러 가지 직함(자칭의 이름이 대부분을 차지한다)을 가진다. 사쿠라기 군단은 사쿠라기의 성격에 대해「붉은 머리카락 하고 있는 주제에 내향적」이라고 해 감정을 밖으로 발산하지 않고 깊은 생각에 빠지는 일면도 있다. 실은 노력가이며, 자신가로 건방지고 방약 무인일까하고 생각하면, 매우 긴장하는 일에 약하고 정신적으로 섬세함을 보이기도 했다. 여자에게 차인 직후나 시합으로 퇴장한 다음 날 등은 깊게 침체하거나 주위에 일촉즉발의 공기를 흩뿌리기도 하지만, 하루코의 격려 등이 있으면 아주 간단하게 회복한다. 예의 알지 못하고로 방약 무인인 행동을 하기 때문에 종종 아카기에 철거제재를 받는다. 연상이나 교사가 상대라도 반말로 이야기하지만, 여자의 앞에서는 매우 약해져, 그녀들의 앞에서는 경어를 사용한다. 의협심이 강한 면을 가져, 아카기와 루가와가 상처났을 때나 료난전 전의 고구레의 말에 가슴을 뜨겁게 하는 일면도 가지고 있다. 싸움은 작중에서도 최강 클래스이며, 필살기술은 박치기. 이성을 잃은 그를 억제하는 일은 친구 사쿠라기 군단 총동원에서도 불가능하고, 그를 억제할 수가 있는 인물은 매우 적다(아카기,안자이 선생님 등). 사쿠라기 군단에 의하면, 본래의 사쿠라기는 정말로 이성을 잃어 버리면 시합을 완전하게 중지시키는 것도 상관 없이 날뛰어 버리는 것 같다. 그러나, 성장해 농구 선수가 된 사쿠라기는 그것을 극복해 제어할 수 있게 되었다. 매우 튀고 싶어하는 사람이기 때문에, 덩크 슛 등이 화려한 플레이나 리바운드 등 시합의 열쇠가 되는 중요한 플레이를 좋아하고, 반대로 수수한 기초 연습은 정말 싫고, 입부해 일주일간으로 해 기초 연습뿐인 동아리에 참기 힘들고, 농구부를 그만둔다고 선언한다. 자신의 퇴부 선언을 받은 하루코의 슬픈듯한 표정을 보고 농구부에 다시 되돌아오지만 변함 없이 기초 연습에는 불평을 말하고, 겨우 슛 연습을 시켜 주게 되어도 레이업 슛는 바보취급 하고 있었다. 그러나 슛의 연습은 드리블이나 패스의 연습에 비하면 즐거워서, 골밑슛의 연습에 대하고는 불평 하나 말하지 않고 하루 수백개를 해냈다. 당초는 농구화라는 것을 모르기 때문에 맨발에 체육관 신발이라고 하는 스타일로 연습하고 있어, 아이다는 그것을 집이 가난하기 때문인 것으로 오해한다. 료난과의 연습 시합 후에 체육관 신발이 망가지고,또 슛 2만개 연습 후에 농구화가 망가졌다. 이러한 때에 치에코스포트의 점장으로부터 농구화를 샀다. 하지만, 가난한지 금전 감각이 이상한 것인지, 그때 지불한 금액은 30엔과 100엔. 또, 농구화를 신게 되고 나서도 양말은 신지 않고 맨발로 신고 있다. 500엔 밖에 가지고 있지 않은데 마키, 기요타와 함께 신칸센으로 나고야에 가려고 한 적도 있다. 이때 사실은 파칭코를 할 예정이었으므로, 소지금 500엔으로 도전하려 하고 있던 것이 된다. 하루코가 루가와를 짝사랑한다는 것을 알게 되고, 이후부터 루가와를 강렬하게 라이벌 취급(또는 질시·적대시)하고 있어, 루가와의 실력에 대해 「중학 레벨」이라고 고집을 세우지만 듣지않았다. 루가와와의 관계는 「평생의 라이벌」이라고 칭해지게 된다. 그 때문에 작중 그가 루가와에게 스스로의 의사로 패스를 낸 것은 가이난전에서 기요타, 무토, 다카사고의 3명에 둘러싸졌을 때와 산노우전 종반의 2회 밖에 없고, 어떠한 위기라도 루가와에게 패스를 내기 싫어한다. 한편으로 표면에는 결코 내지 않지만, 이야기의 후반으로는 서서히 루가와의 실력을 인정하게 되었다. 도요타마전의 중반 이후는 루가와의 플레이를 눈으로 쫓게 되어, 그것에 의해 후에 더욱 가속도적으로 성장하게 된다고 기술되어 있다. 도요타마전에서 루가와가 미나미의 플레이에 의해 부상했을 때에 맨 먼저 보복 직전이 되는 만큼 격노하는 등, 무의식 중에 우정을 엿보게 할 때가 있어, 산노우의 마지막 역전 슛 시에 핸드 터치를 하는 등의 연대감을 볼 수 있다. 학업의 성적은 나쁘고, 1학기 종료시에 낙제점이 7개 있었다. 그 후, 아카기의 집에서 죽도록 공부해 추가시험을 빠듯하게 합격했다. 같은 학교의 학생들이나 사쿠라기 군단에서는 「바보」취급을 당하고 있었지만, 신문에서 현 대회의 쇼요전의 하나미치가 덩크를 결정한(직후 퇴장이 되지만) 기사를 본 학생에게 「저녀석도 단지 바보가 아니었던 것일까」라고 해졌다.

## 가족 구성
료난과의 경기 전 실신한 안자이 미츠요시를 병원에 모시고 나오면서 사쿠라기 하나미치는 아버지를 떠올렸다. 중학교 시절 그의 아버지가 발작을 일으켜서 병원으로 가려 했지만 이전에 사쿠라기에게 맞았던 불량배들이 방해하는 바람에 제때 병원에 가지 못했다. 묘사되어 있지는 않지만 그후 아버지는 이미 돌아가신 듯 하다. 어머니는 안 나와 있지만 타케자토 고교와의 경기에서 코구레 키미노부가 다른 부원들에게 다시 연락해 보라고 한 것으로 보아 같이 사는 가족이 있기는 한 듯. 주거에 대해서는 중학생 시절의 시점에서 아파트 생활을 하고 있었다.